# Arancia del Gargano
Arancia del Gargano - Orange de Gargano - est une IGP d'orange tardive cultivée sur le littoral adriatique du promontoire du Gargano. Elle est inventoriée dans les sentinelles de biodiversité Slow-Food, c'est une culture traditionnelle d'orange blonde. 

## Histoire
L'Oasis d'agrumes de Rodi Garganico est la seule plantation d'agrumes de la côte adriatique italienne.
La présence d'agrumes sur le promontoire de Gargano est attestée en 1003 par un texte de Léon d’Ostie: le prince Melo de Bari aurait envoyé des bigarades de Gargano aux Normands. Le catalogue des plantes de l'Istituto d'incoraggiamento di Napoli (1863) donne un cultivar décrit de bigarade douce : 41. Citrus Aurantium dulcis garganica Arancio (Portugallo volg.) del Gargano. É raro (est rare).
Les échanges commerciaux d'oranges douces avec Venise commencent au  XVIIe siècle avec une production annuelle d'environ 150 000 q. Il est difficile de savoir quelles variétés d'orange douce blonde ou bigarade étaient alors cultivée.   
«L'orange amère à fruit doux est mentionnée par Antoine Risso (n°70 C. bigaradia dulcis) qui écrit il vaudrait mieux l'appeler Bigaradier à fruit fade. Melangolo dolce, la bigarade à fruit doux serait le cultivar dont les fruits étaient largement exportés. Sa pulpe est consommable fraiche, dans les salades ou comme condiment dans les préparations aigre-douces, les liqueurs».
Le début du XXe siècle est l'apogée de l'exportation d'agrumes jusqu'aux États-Unis puis la mondialisation de la production d'oranges douces a progressivement marginalisé l'agrumiculture de Gargano. 

### Marque d'origine
Le décret ministériel du 12 août 1927 sur les obligations d’ordre technique incombant aux maisons autorisées à se servir de la marque nationale prévue par la loi du 23 juin 1927, comprend les oranges de Sorrente ou de Salerne, du Gargano des oranges de Rhodes (= Rodi). 

## L'IGP
Le règlement CE n°1017 du 30/08/2007 (publié au JOCE 227 du 31/08/2007) enregistre l'inscription, et l'inscription au registre des indications géographiques protégées est publiée à la Gazzetta Ufficiale 215/2007.

La tutelle de l'IGP est le Consorzio di Tutela dell’Arancia IGP del Gargano e del Limone Femminello del Gargano IGP fondé en janvier 2001.

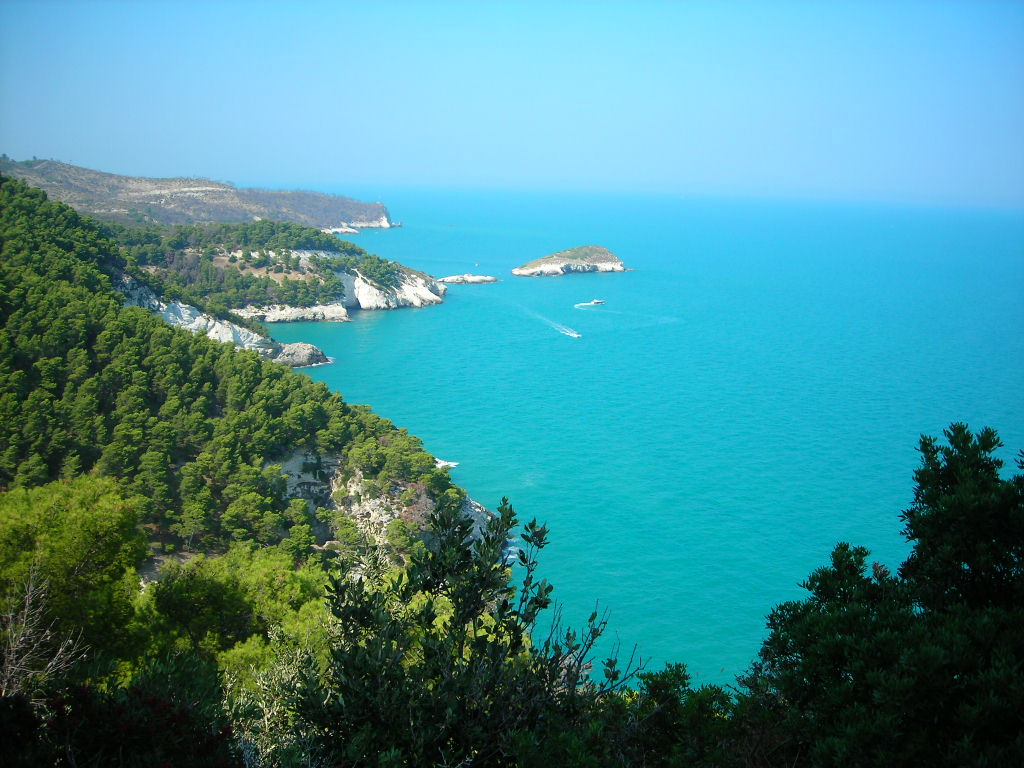
Le littoral de Gargano

### Délimitation
L'IGP couvre une superficie de 900 ha province de Foggia, communes de Vico del Gargano, Ischitella et Rodi

### Variétés admises
Ce sont des oranges blondes (C. sinensis) assez juteuses (rendement en jus 35 %) moyennement sucrée (>10 ° brix) et peu acides (<1 % pour la 'commune' et <1,2 % pour la 'Duretta').
- La Gargano blonde 'Commune': orange sphérique ou piriforme, petite (diamètre minimum 6 cm), pulpe et jus jaune orangé

- L'Orange 'Duretta' de Gargano, endémique, fruit rond ou ovale à pulpe dure et croquante, presque sans pépins, petite (diamètre moyen des fruits est de 5,5 à 6 cm)[14] moins productive que la 'Commune'. Il en existe 3 cultivars, la pelée grillée à peau épaisse, la dure longue et une dure sanguine en voie de disparition[15].

### Production
Le littoral exposés aux vents froids orienté au nord, en terrasses avec brise-vent, et murs en pierres sèches. Vico et Ischitella sont traditionnellement des pays d'oranges.  Ces conditions spéciales de production et la maturité tardive influencent le gout particulier de ces oranges, les textes italiens reconnaissent une valeur paysagère, historique, environnementale et variétale particulière à la culture d'agrume de Gargano. Les vallées concernées sont riches en eau. 

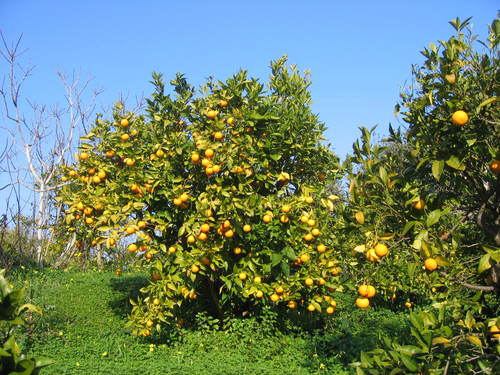
Orangers à Rodi Garganico

Le porte-greffe traditionnel est la bigarade (Citrus x aurantium L.  (it) Melangolo) d'où une récolte tardive du 15 avril à la fin août pour la 'Commune' (1er décembre au 30 avril pour le 'Duretta'). 

## Utilisation
Les utilisations culinaires sont : La salade d'oranges aux fusilli et au vinaigre balsamique, plat de pain rassis trempé d'eau salée, d'ail, de persil, d'huile d'olive et d'oranges coupées en morceaux. Les pâtisseries: gâteaux au vin cuit et au zeste d'orange poperato ou Pan Dolce di Monte Sant'Angelo, calzoncelli natalizi qui sont des raviolis sucrés et frits parfumés au zeste ou à la liqueur d'orange et Torta Ace gateau moeleux à l'orange. Et encore les liqueurs, les fruits confits et les confitures.

### Tourisme
Le Festival de l'Orange (Sagra delle arance) de Rodi Garganico se tient début mai. A la Saint Valentin (patron des plantations d'agrumes) chaque année en février les orangers sont bénis en procession pour les préserver du gel.